# Jianzhao
L'ère Jianzhao, ou Tsien-tchao (38-34 av. J.-C.) (chinois traditionnel et simplifié : 建昭 ; pinyin : Jiànzhāo ; litt. « fondation illustre ») est la troisième ère chinoise de l'empereur Yuandi de la dynastie Han.

## Chronique

### 1reannée(38av. J.-C.)
- Le confucéen, devin et musicien Jing Fang tente de s'en prendre à l'eunuque Shi Xian (zh) en l'accusant, lui et son assistant Wulu Chongzong (zh) d'être corrompus et mauvais. Cependant l'empereur, bien que lui faisant confiance, ne prend aucune action. Shi Xian contre-attaque en accusant Jing Fang de conspirer avec le frère de l'empereur, provoquant alors l'exécution de Jing.

### 3eannée(36av. J.-C.)
- Le chanyu Zhizhi fait pression sur son allié, le roi de Kangju, pour que celui-ci devienne son vassal et lui verse tribut. Il va jusqu'à faire exécuter sa fille qui lui avait été donné en mariage pour sceller leur alliance. Il force également tous les royaumes voisins à lui verser tribut, y compris les Dayuan.
- Bataille de Zhizhi : le commandant Gan Yanshou (zh) et le lieutenant Chen Tang (en) devisent un plan pour battre Zhizhi allant jusqu'à contrefaire un ordre impérial pour rallier à eux les armées des vassaux des Han. Zhizhi est pris au piège et tué dans la bataille.

### 4eannée(35 av. J.-C.)
- Des frictions apparaissent entre l'empereur et son héritier : à la mort du prince Liu Jing, le jeune frère de l'empereur, l'empereur accuse son fils de ne pas assez manifester son deuil. L'empereur considère un moment nommer un autre héritier, mais le maître de la maisonnée Shi Dan parvient à l'en dissuader.

| Jianzhao               | 1re année    | 2de année    | 3e année     | 4e année     | 5e année     |
| ---------------------- | ------------ | ------------ | ------------ | ------------ | ------------ |
| Calendrier julien      | 38 av. J.-C. | 37 av. J.-C. | 36 av. J.-C. | 35 av. J.-C. | 34 av. J.-C. |
| Calendrier sexagésimal | Guiwei       | Jiashen      | Yiyou        | Bingxu       | Dinghai      |